# Schots (schaakopening)
De Schotse partij of Schotse opening is een opening in het schaken. De opening is ingedeeld bij de open spelen en valt onder ECO-code C44.
De partij kenmerkt zich door de beginzetten
1. e4 e5
2. Pf3 Pc6
3. d4
Ze dankt haar naam aan de correspondentiepartij die van 1826 tot 1828 tussen Edinburgh en Londen gespeeld werd. Het werd in de 19e eeuw geanalyseerd door Paulsen, Staunton en Steinitz. Het Schots was een belangrijke opening in het repertoire van Kasparov.
| Schots             | 1.e4 e5 2.Pf3 Pc6 3.d4 (diagram)                                     |
| Lollivariant       | 1.e4 e5 2.Pf3 Pc6 3.d4 Pxd4                                          |
| Cochrane           | 1.e4 e5 2.Pf3 Pc6 3.d4 Pxd4 4.Pxe5 Pe6 5.Lc4 c6 6.0-0 Pf6 7.Pxf7     |
| Relfsson           | 1.e4 e5 2.Pf3 Pc6 3.d4 exd4 4.Lb5                                    |
| Göringgambiet      | 1.e4 e5 2.Pf3 Pc6 3.d4 exd4 4.c3                                     |
| Bardeleben         | 1.e4 e5 2.Pf3 Pc6 3.d4 exd4 4.c3 dxc3 5.Pxc3 Pf6                     |
| Schots gambiet     | 1.e4 e5 2.Pf3 Pc6 3.d4 exd4 4.Lc4                                    |
| Benima             | 1.e4 e5 2.Pf3 Pc6 3.d4 exd4 4.Lc4 Le7                                |
| Réti               | 1.e4 e5 2.Pf3 Pc6 3.d4 exd4 4.Lc4 Pf6                                |
| Ghulam Kassim      | 1.e4 e5 2.Pf3 Pc6 3.d4 exd4 4.Pxd4 Pxd4 5.Dxd4 d6 6.Ld3              |
| Horwitz            | 1.e4 e5 2.Pf3 Pc6 3.d4 exd4 4.Pxd4 Dh4 5.Pb5                         |
| Steinitz           | 1.e4 e5 2.Pf3 Pc6 3.d4 exd4 4.Pxd4 Dh4 5.Pc3                         |
| klassiek           | 1.e4 e5 2.Pf3 Pc6 3.d4 exd4 4.Pxd4 Lc5                               |
| Paulsen            | 1.e4 e5 2.Pf3 Pc6 3.d4 exd4 4.Pxd4 Lc5 5.Le3 Df6 6.c3 Pge7 7.Lb5 Pd8 |
| Schmidtverdediging | 1.e4 e5 2.Pf3 Pc6 3.d4 exd4 4.Pxd4 Pf6                               |
| Miesesvariant      | 1.e4 e5 2.Pf3 Pc6 3.d4 exd4 4.Pxd4 Pf6 5.Pxc6 bxc6 6.e5              |
| Tartakower         | 1.e4 e5 2.Pf3 Pc6 3.d4 exd4 4.Pxd4 Pf6 5.Pxc6 bxc6 6.Pd2             |